# Seebeckwerft
Seebeckwerft is een voormalige Duitse scheepswerf, gesitueerd bij Bremerhaven.

## Geschiedenis
Seebeckwerft werd opgericht in 1876 en ontwikkelde zich van een kleine metaalbewerkingsonderneming in het centrum van Bremerhaven tot een van de leidende scheepsbouwbedrijven in de regio.
Tijdens de Tweede Wereldoorlog bouwde Seebeckwerft 16 Type IX U-boten voor de Kriegsmarine.
Enkele jaren na de oorlog, in 1949, werd Seebeckwerft gekocht door DeSchiMAG, maar toen DeSchiMAG in 1983 failliet werd verklaard, werd Seebeckwerft afgestoten. In 1988 fuseerde de werf met Schichau Unterweser tot de Schichau Seebeckwerft.